# Johann Siegmund Mörl
Johann Siegmund Mörl (auch: Johann Sigmund Mörl) (* 3. März 1710 in Nürnberg; 22. Februar 1791 ebenda) war ein deutscher evangelischer Geistlicher.

## Leben
Johann Siegmund Mörl war der Sohn des Pfarrers Gustav Philipp Mörl (* 26. Dezember 1673 in Nürnberg; † 7. Mai 1750 ebenda), Prediger in der Kirche St. Egidien und später in der Kirche St. Sebald und dessen Ehefrau Christiana Dorothea, Tochter von Samuel Grünigk, kurfürstlich brandenburgischer Jagdsekretär. Er hatte noch drei Geschwister, die jedoch bereits in der Kindheit verstarben.
Er besuchte das Gymnasium (heute: Melanchthon-Gymnasium) in Nürnberg, die Lateinschule St. Lorenz und das Aegidianum. 1726 begann er ein Theologie-Studium an der Universität Altdorf. Während seines Studiums wohnte er bei Christian Gottlieb Schwarz (1675–1751), Professor für Poesie, Beredsamkeit und Geschichte, dessen Vorlesungen er auch hörte; weiterhin besuchte er die theologischen und humanistischen Vorlesungen von Johann David Köhler, Eucharius Gottlieb Rink, Gustav Georg Zeltner, Jakob Wilhelm Feuerlein und Johann Balthasar Bernhold. Er beendete das Studium nach sechs Jahren 1732 und führte anschließend eine Reise den Rhein hinunter, durch die Niederlande, nach Hamburg und dann bis nach Berlin durch. Während der Rückreise übte er sich noch sechs Monate in der hebräischen Sprache in Halle bei Johann Heinrich Callenberg.
Nach seiner Rückkehr widmete er sich dem privaten Studium in der Stadtbibliothek, der sein Vater vorstand, sowie in der Bibliothek des Mediziners Gottfried Thomasius.
1735 erhielt er die Stelle des Diakons an der Kirche St. Egidien und 1741 an der St.-Sebald-Kirche. Aus diesen beiden Ämtern schied er 1756, um das ihm angetragene Amt des Pastors an der Marienkirche zu übernehmen, worauf er 1759 Prediger und Inspektor am Aegidianum wurde. In dieser Lehranstalt erhielt er 1765 die Professur der griechischen Sprache. 1770 wurde er zum Prediger an der St.-Lorenz-Kirche ernannt und 1773 wurde er erster Prediger zu St. Sebald und Antistes des Nürnberger Geistlichen Ministeriums sowie Bibliothekar der Stadtbibliothek, Inspektor der Lateinschule St. Sebald und Professor der Dogmatik und Moral am Aegidianum.
Er war seit 1749 verheiratet mit Maria Magdalena, Tochter des Pastor Oswald aus Lonnerstadt und sein einziger Sohn Gustav Philipp Mörl (* 1750; † 9. November 1789) verstarb als Archidiakon in Hersbruck. Eine seiner Töchter, Anna Magdalena Mörl, war mit dem Mediziner Philipp Ludwig Wittwer verheiratet, der bereits 1792 verstarb; die andere Tochter Susana Maria Mörl (* 28. September 1757; † 6. Februar 1804) war in 1. Ehe verheiratet mit dem Juristen Johann Christian Siebenkees und, nach der Scheidung, in 2. Ehe mit Johann Karl Osterhausen (* 8. März 1765; † 2. November 1839), Mediziner in Nürnberg.

## Trivia
Johann Siegmund Mörl wurde in dem Sarg beerdigt, den er zwanzig Jahre in seiner Bibliothek, die 6.500 Bände umfasste, aufbewahrte.

## Schriften (Auswahl)
- Scholia philologica et critica ad selecta S. Codicis loca. Nürnberg 1737.
- Schediasma philologico-geographicum, in quo Jo. Harduini disquisitio de situ Paradisi terrestris examinatur. Nürnberg 1750.
- Oratio de meritis Norimbergensium in Geographiam, habitad. XVI. Octob. 1750, cum munus Professoris publ. Hebr. linguae ac geograph. in Auditorio Egidiano susciperet. Nürnberg 1750.
- Kurzer Entwurf der sämmtlichen Glaubenslehren der christlichen Religion, der Gemeine zu St. Marien in Nürnberg vorgetragen. Nürnberg 1757.
- Der Rath des himmlischen Vatters in den Leitungen und Führungen seiner Kinder und besonders der Lehrer wurde bey der betrübten Leichbegängnüs deß Johann Jacob Pfitzers Der heiligen Schrifft Doctoris, wolverdienten Predigers an der vördern Haupt- und Pfarr-Kirche zu St. Sebald vorgetragen. Nürnberg: Felsecker, 1759.
- Kurzer Entwurf der sämmtlichen Christenpflichten. Nürnberg 1759.
- Kurzer Entwurf, nach welchem die Glückseligkeit wahrer Christen der Gemeine zu St. Aegidien soll vorgetragen werden, nebst einem darauf gerichteten Gebet. Nürnberg 1760.
- Kurzer Entwurf der vornehmsten Stücke, welche bei der Kinderzucht in Betrachtung zu ziehen sind, nach welchen dieselbige in einigen Wochenpredigten in der Kirche zu St. Aegidien sollen abgehandelt werden. Nürnberg 1761.
- Predigten von der Auferziehung der Jugend. Nürnberg 1765.
- Jubelvesperpredigt, welche den 1. Sept. 1768 am Tag Aegidii bei dem feierlichen Gedächtniß der vor 50 Jahren vollzogenen Einweihung des wiedererbauten Aegidientempels gehalten, und nach dem davon mitgetheilten kurzen Entwurf auf geschehenes Verlangen ausgefertigt. Nürnberg 1768.
- Sammlung einiger bekannten Lieder der evangelischen Kirche, wie solche den zum Tode verurtheilten Missethätern können vorgesprochen werden. Nürnberg 1768.
- Leichenpredigt auf Herrn Prediger Andreas Rehberger; in dessen Ehrengedächtniß von Dr. Dietelmair. Nürnberg 1772.